# 岡山県立蒜山高等学校
岡山県立蒜山高等学校（おかやまけんりつ ひるぜんこうとうがっこう）は、岡山県真庭市蒜山上長田にあった岡山県立全日制高等学校である。

## 学科
1年生の2学期に希望により(上記では3コースとなっているが)2年生から総合進学・地域創造の2つのコースに分かれる。
総合進学コースは主に4年制大学、短大の入学を目的とした座学中心のコース。地域想像コースは就職等を目的としている生徒が多数いるため、地域の特産を使った商品開発、地元企業などでの実習を多く取り入れている。

## 沿革
岡山県立蒜山高等学校は、1948年8月31日に開校した定時制の岡山県立勝山第一高等学校蒜山分校を前身とする。1958年4月1日、岡山県蒜山高等学校として独立し、1963年4月1日、岡山県立高に移管し、全日制の岡山県立蒜山高等学校となった。岡山県立勝山高等学校に統合されることになり、2013年4月1日、岡山県立勝山高等学校蒜山校地が開設された。2015年3月31日、岡山県立蒜山高等学校としての歴史に幕を閉じた。なお、校舎は勝山高校蒜山校地として現在でも生徒の募集を続けている。

### 年表
- 1948年（昭和23年）8月31日 - 真庭郡川上・八束・中和・二川4か村学校組合管理による岡山県立勝山第一高等学校蒜山分校開校（定時制　普通科）
- 1949年（昭和24年）9月1日 - 県立高等学校再編成により、岡山県立勝山高等学校蒜山分校と改称
- 1951年（昭和26年）6月27日 - 真庭郡川上・八束・中和3か村学校組合となる
- 1952年（昭和27年）8月16日 - 校舎を上長田4の現在地に移転する
- 1953年（昭和28年）4月1日 - 岡山県立勝山高等学校蒜山分校と改称、家庭科の設置
- 1958年（昭和33年）4月1日 - 岡山県蒜山高等学校として独立
- 1963年（昭和38年）4月1日 - 県営に移管、全日制普通科・岡山県立蒜山高等学校となる。家庭科の募集を中止
- 2001年（平成13年）4月1日 - 蒜山教育事務組合立蒜山中学校・中和村立中和中学校（現真庭市立蒜山中学校）と連携型中高一貫教育開始
- 2002年（平成14年）4月1日 - 学校評議員制度導入
- 2013年（平成25年）4月1日 - 岡山県立勝山高等学校蒜山校地入学式並びに開設記念式を行う
- 2015年（平成27年）3月31日 - 廃校

※蒜山高校HPより抜粋

## アクセス
- JR中国勝山駅より中鉄バス・蒜山高原ゆきバスで中井川停留所下車、所要時間約65分
- 米子自動車道・蒜山インターチェンジより車で約5分

## 備考
- 1948年（昭和23年）の開校時から1952年（昭和27年）までは、1937年（昭和12年）に八束村青年学校として建設された校舎を利用していた。現在地へ移転された後の旧校舎は八束村役場として使用され、真庭市発足から2007年（平成19年）までは真庭市役所蒜山振興局として使用された。また、現在蒜山高等学校の建つ場所は、かつての大日本帝国陸軍八束廠舎跡である[1]。
- 2012年に入学生の募集定員割れが二年連続で続いたため、翌年2013年に岡山県立勝山高等学校の蒜山校地となった。
- 勝山高蒜山校地になった後、2019年度から全国募集を定員の5％枠で実施。2020年度には定員の10％に拡大予定。